# David Lewis Prosser
David Lewis Prosser (* 10. Juni 1868; † 28. Februar 1950 in Abergwili) war ein britischer Geistlicher. Von 1944 bis 1949 war er Primas der anglikanischen Church in Wales.
Prosser wurde Juni 1868 als Sohn von David Prosser aus Tŷ Gwyn bei Llangynnor in Carmarthenshire und dessen Frau Elizabeth geboren. Er besuchte das Llandovery College und studierte anschließend am Keble College der University of Oxford, wo er mit einem third-class honours degree in Geschichte graduierte. 1891 machte er einen Abschluss als Bachelor of Arts (B.A.) und 1895 einen Abschluss als Master of Arts (M.A.).
Prosser wurde am 18. Dezember 1892 von Basil Jones, dem Bischof von St. David’s, zum Diakon geweiht und wurde Kurat der Holy Trinity Church in Aberystwyth. Seine Priesterweihe erhielt er am 21. Dezember 1893 von John Lloyd, dem Suffraganbischof von Swansea. Im Jahr 1896 wurde Prosser Kurat der Christ Church in Swansea. Dieses Amt bekleidete er bis 1909, als er Vikar von Pembroke Dock wurde. 1920 wurde Prosser zum Archidiakon von St. David’s ernannt. Im Jahr 1927 wurde er zum Bischof von St. David's. Als Charles Alfred Howell Green im Jahr 1944 von dem Amt des Erzbischofs von Wales zurücktrat, wurde Prosser zum neuen Erzbischof gewählt. Prosser übte dieses Amt bis zu seinem Rücktritt im Jahr 1949 aus. Bis zu seinem Tod blieb er aber Bischof von St. David’s. Er wurde in Abergwili beigesetzt.
Prosser verfasste eine Reihe frommer Schriften. 1949 wurde Prosser von der University of Wales zum Ehrendoktor ernannt.

## Werke (Auswahl)
- The Fulness of God: thoughts at a quiet day for Church workers. Christian Knowledge Society, London, 1910
- Thoughts at the Preparation for Holy Communion. A.R. Mowbray & Co., London 1913
- Holy Worship. S.P.C.K., London 1924.